# Naditîci, Mîkolaiiv
Naditîci (în ucraineană Надітичі) este un sat în comuna Pisocina din raionul Mîkolaiiv, regiunea Liov, Ucraina.

## Demografie
Componența lingvistică a localității Naditîci
     Ucraineană (100%)
Conform recensământului din 2001, toată populația localității Naditîci era vorbitoare de ucraineană (100%).